# Lymeon clavatorius
Lymeon clavatorius là một loài tò vò trong họ Ichneumonidae.